# Panzerzug Pieron
Der Panzerzug Pieron (kurzzeitig Panzerzug Arkan) war ein improvisierter polnischer Panzerzug während des dritten schlesischen Aufstandes von 1921.

## Geschichte
Als am 2. Mai 1921 der dritte schlesische Aufstand begann, setzten die Aufständischen eine größere Anzahl an Panzerzügen ein, darunter auch den Panzerzug Pieron. Die Bauarbeiten begannen kurz nach dem Beginn der Aufstände in Szopienice. Ab dem 1. Juni erhielt er die Nummer 3 und wurde Teil der 2. Panzerzugdivision mit der Bezeichnung Pociąg pancerny 13 „Pieron“ (kurz: P.P., deutsch: Panzerzug) zugeteilt.

## Technische Daten

### Lokomotiven

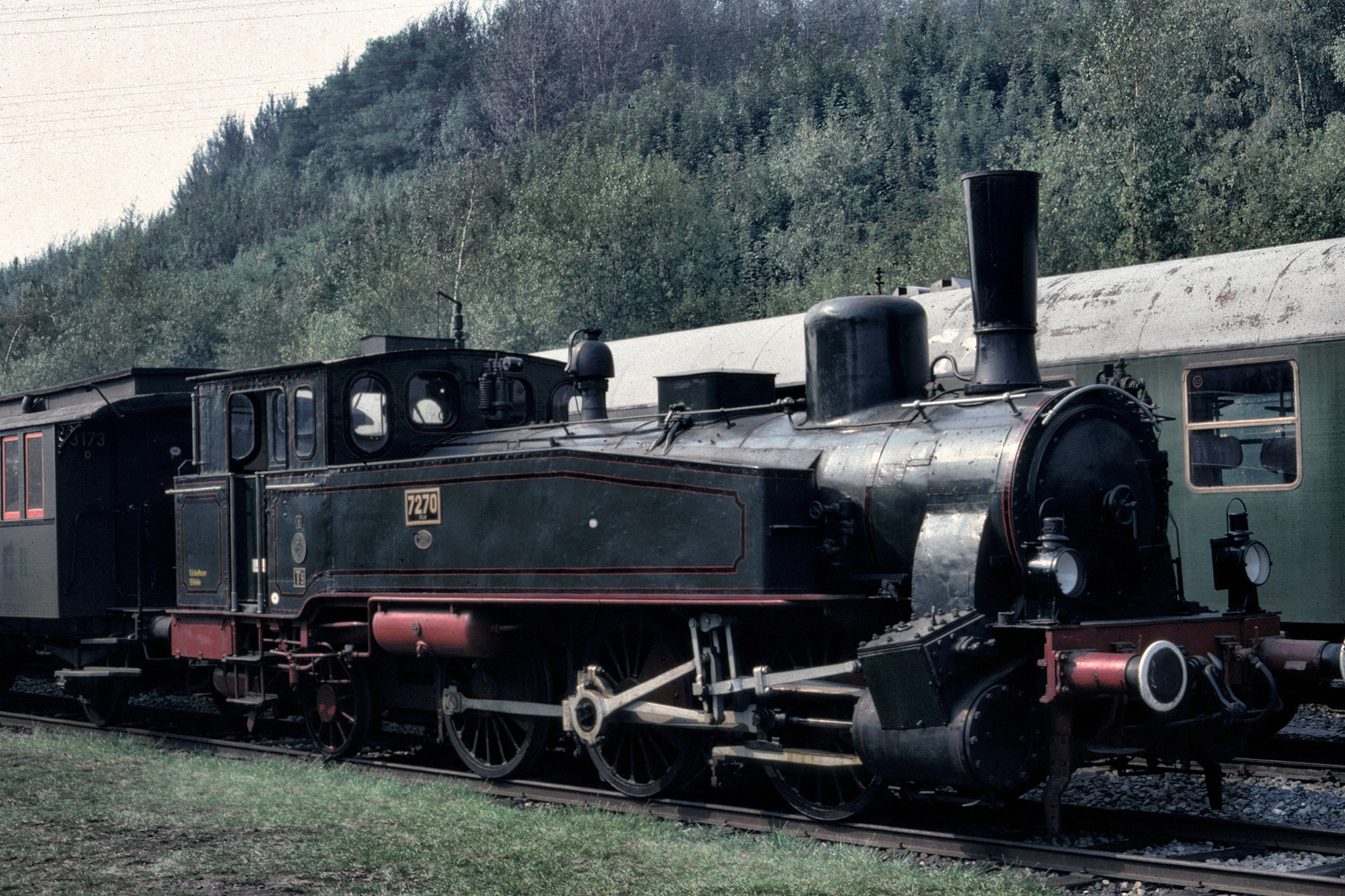
Ungepanzerte Preußische T 9.1

Die genutzte Dampflokomotiven des Panzerzug Pieron war eine vollgepanzerte Preußische T 9.1. Die Panzerung bestand aus Eisenblechen mit einer Stärke von 18 mm. Sie wurde 1900 in den Werkshallen von Borsig mit der Werksnummer Borsig 4773/1900 hergestellt. Bei den Preußischen Staatseisenbahnen lief sie unter der Bezeichnung Kattowitz 7264. Nach dem Ende des Ersten Weltkrieges wurde sie an Polen übergeben und bekam dort die Seriennummer TKi1-27.

### Artilleriewagen

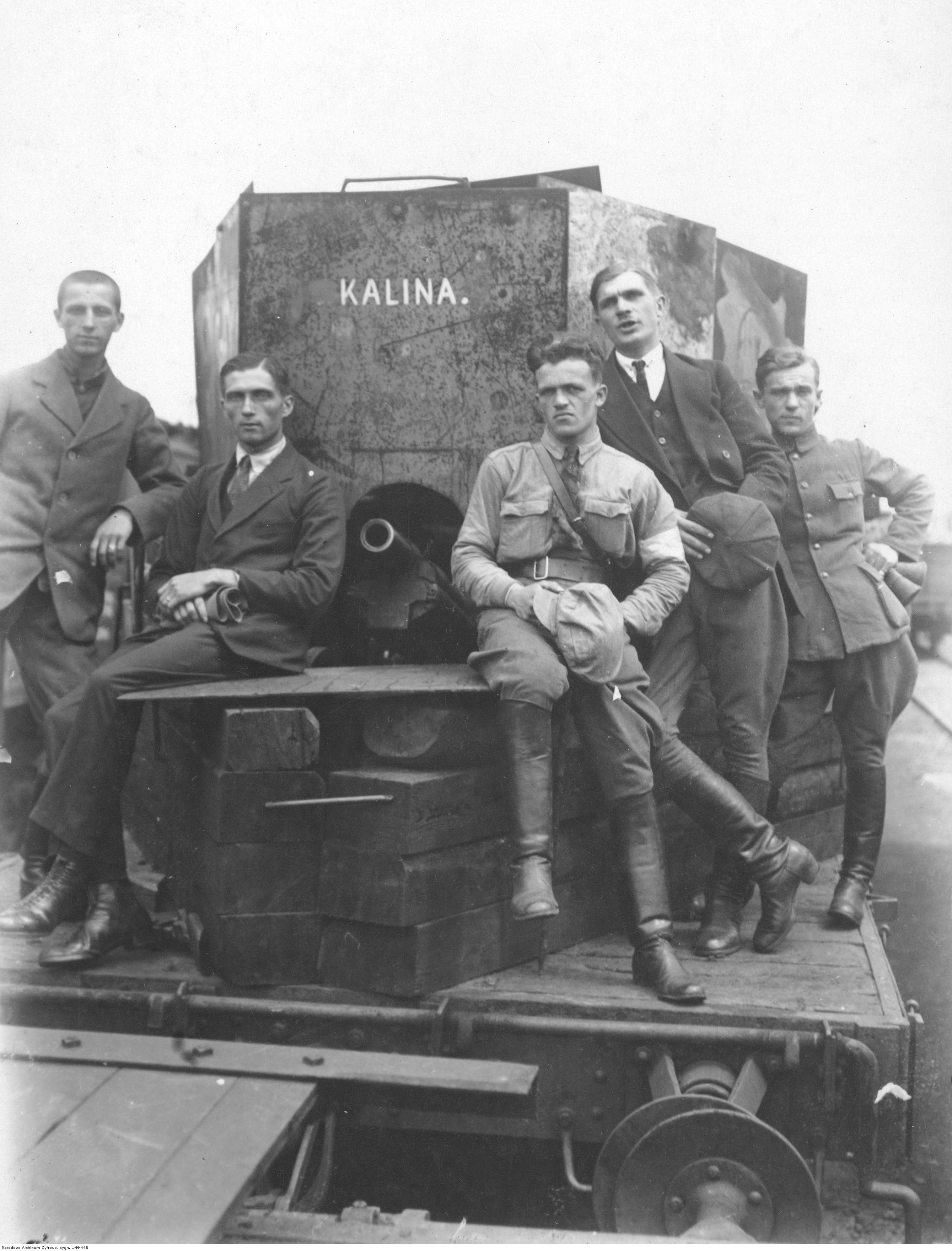
Der Artilleriewagen Altona 21451 mit dem Kosenamen Kalina,
hier gut erkennbar die Bahnschwellen als Panzerung

Der Panzerzug Pieron verfügte über einen Artilleriewagen. Dieser war ein zweiachsiger Flachwagen aus Eisen mit der Seriennummer Altona 21451. Die Panzerung bestand aus Eisenplatten und Bahnschwellen, welche um das Geschütz herum aufgebaut wurden. Als Bewaffnung verfügte der Wagen über ein französisches 6,5-cm-Gebirgsgeschütz.

### Sturmwagen
Weiterhin verfügte der Panzerzug Pieron über zwei Sturmwagen. Diese waren für den Transport von Infanterie vorgesehen, welche ausbooten und den Feind angreifen oder den Zug verteidigen konnten. Diese Sturmwagen waren ursprünglich gedeckte Güterwagen aus Holz, dessen Wände mit einer Schicht aus Kies aufgefüllt wurden. Die Dächer wurden mit Eisenblechen verstärkt. Die Seriennummern der Wagen lauteten Altona 11020 und Bromberg 18491.

### Abstoßwagen
Am Anfang und Ende des Zuges befand sich je ein vierachsiger Flachwagen, welche als Abstoßwagen genutzt wurden. Diese sollte als erstes auf mögliche Minen oder beschädigte Gleise auffahren und somit den Panzerzug schützen. Zusätzlich wurde Material für den Gleisbau darauf transportiert.

## Einsatz
Nachdem die Kämpfe in Kędzierzyn begannen, wurde der Panzerzug Pieron zur Unterstützung der 2. Gruppe unter dem Oberleutnant Fojkisa abgestellt. Der noch nicht komplett ausgerüstete Panzerzug war auf der Eisenbahnstrecke zwischen Sławięcice und Kędzierzyn unterwegs und griff Kędzierzyn von Osten her erfolgreich an. Mitte Mai 1921 wurde der Panzerzug gewartet und komplett ausgerüstet. Ab dem 22. Mai 1921 war er auf der Eisenbahnstrecke zwischen Lubliniec und Olesno unterwegs, wobei es erneut zu kleineren Gefechten kam. Durch ein entscheidendes Handel trug der Panzerzug Pieron Maßgeblich zum Erfolg in der Schlacht um Wysoka bei. Ende Mai musste das Oberkommando den Panzerzug kurzzeitig zurück beordern, da die Besatzung kaum Befehle befolgte und selbständig handelte. Als Konsequenz wurde ein neuer Zugkommandant eingesetzt und ein großer Teil der Besatzung ausgetauscht.
Nach dem Austausch der Besatzung und der zeitgleichen Wartung, wurde der Panzerzug der Gruppe Południe unterstellt. Es kam jedoch zu keinerlei Kampfhandlungen mehr. Nach dem Ende der Aufstände wurde der Panzerzug nach Posen zurückbeordert und verblieb bis Ende 1921 im regulären Dienst der polnischen Armee. Danach wurde der Panzerzug Pieron außer Dienst genommen und aufgelöst.

## Zugpersonal
- Zugkommandant Leutnant Czesław Kulikowski (unbekannt)
- Zugkommandant Oberleutnant Adam Ciołkosz (unbekannt)
- Zugkommandant Leutnant Grzegorz Lubicz-Zaleski (3. Juni 1921 – unbekannt)

## Zugzusammensetzung
Die Zusammensetzung des Zuges wird von vorne nach hinten aufgeführt.
- Abstoßwagen
- Artilleriewagen (Seriennummer: Altona 21451)
- Sturmwagen (Seriennummer: Altona 11020)
- Panzerzuglokomotive (Seriennummer: TKi1-27)
- Sturmwagen (Seriennummer: Bromberg 18491)
- Abstoßwagen